# 山梨県道111号緑ヶ丘運動公園線
山梨県道111号緑ヶ丘運動公園線（やまなしけんどう111ごう みどりがおかうんどうこうえんせん）は、山梨県甲府市の山の手通りと甲府市緑が丘スポーツ公園を結ぶ一般県道である。

## 概要

### 路線データ
- 起点：山梨県甲府市緑が丘一丁目（総合グランド入口交差点＝山梨県道6号甲府韮崎線交点、山梨県道7号甲府昇仙峡線交点）
- 終点：山梨県甲府市和田町（緑が丘スポーツ公園）
- 延長：約690m

## 路線状況
全線2車線、両側歩道が整備された街路。最高速度制限は40km/h規制。山梨県道6号甲府韮崎線・総合グランド入口交差点から野球場までは約430mほどの直線道路で、さらに野球場と屋外プールの外周に沿って道路が延びる。

## 地理

### 通過する自治体
- 山梨県甲府市

### 交差する道路
- 山梨県道6号甲府韮崎線（総合グランド入口交差点）
- 山梨県道7号甲府昇仙峡線（同上）

### 沿線
- 甲府市緑が丘スポーツ公園
  - 緑が丘スポーツ公園野球場
  - 緑が丘スポーツ公園テニスコート